# Inferior javak
Inferior, alárendelt vagy „alsóbbrendű” javaknak nevezik a mikroökonómiai fogyasztáselméletben azokat a javakat, amelyek a fogyasztó vagy fogyasztók jövedelmének változására keresletük ellenkező előjelű változásával reagálnak.

## Az elfogyasztott mennyiség és jövedelem
Egy inferior jószágból csökken az elfogyasztott mennyiség, ha a fogyasztó(k) jövedelme nő, és fordítva. Úgy is fogalmazhatunk, hogy az inferior javak Engel-görbéje negatív meredekségű, csökkenő, ellentétben az úgynevezett normál javakkal, amelyek keresletének növekedése figyelhető meg jövedelemnövekedés esetén (így Engel-görbéjük növekvő).

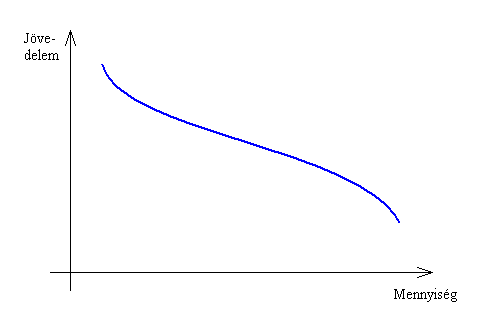
Inferior jószág Engel-görbéje

## Inferior javak tulajdonságai
Inferior javak lehetnek például bizonyos alacsony minőségű, de olcsó élelmiszerek, amiket főleg az alacsony jövedelmű családok fogyasztanak. Ha a család jövedelme megnő, ahelyett, hogy ezekből venne többet, inkább drágább, de jobb minőségű élelmiszereket kezd vásárolni. A példából az is érzékelhető, hogy az inferior javak többsége csak bizonyos jövedelemszinteken és bizonyos fogyasztói csoportok esetében rendelkezik ezzel a tulajdonsággal.

## Giffen-javak
Az inferior javak gyakran – de nem mindig! – Giffen-javak is egyben. Ennek az a magyarázata, hogy az inferior javaknál az árváltozás jövedelmi hatása a változással azonos előjelű (ugyanis az árváltozás a jövedelem vásárlóerejének ellentétes előjelű változását eredményezi); ha pedig a jövedelmi hatás „elég nagy” ahhoz, hogy abszolútértéke meghaladja a mindig negatív (ellentétes) előjelű helyettesítési hatást, akkor a teljes hatás pozitív, vagyis az árváltozással azonos irányú lesz; ez pedig a Giffen-javak definíciója.